# جمال عرب يوسف
العميد جمال عرب يوسف جبريل (بالصومالية: Jamaal Carab Yuusuf Jibriil)‏ سياسي وقائد عسكري صومالي شغل منصب مدير هيئة الإذاعة والتلفزيون في بونتلاند، ومنصب وزير التخطيط والتعاون الدولي في بونتلاند. ويشغل حاليا منصب مدير وكالة الاستخبارات في بونتلاند.

## النشأة
وُلد جمال وترعرع في مدينة جالكعيو مركز محافظة مدج وأكمل تعليمه الابتدائي والثانوي فيها حيث تخرج من مدرسة عمر سمتر الثانوية عام 2005، حصل على البكالوريوس في الإدارة المالية والاستثمار من جامعة أميتي (نويدا) في الهند عام 2012، وحصل على الماجستير في الدبلوماسية والعلاقات الدولية من جامعة كامبالا في أوغندا عام 2013

## حياته المهنية
عمل في مكتب الهجرة والجنسية التابع للحكومة الفيدرالية في مدينة جالكعيو في الفترة ما بين 2007 و2010 وعمل مع عدد من المنظمات الدولية العاملة في الصومال في الفترة ما بين 2010 و2016.
في 2 يوليو 2016 أصدر رئيس حكومة بونتلاند عبد الولي محمد علي غاس مرسوما رئاسيا عيَن بموجبه جمال عرب مديرا لهيئة الإذاعة والتلفزيون في بونتلاند خلفا لعبد الفتاح نور أشكِر.
في 5 فبراير 2020 أصدر رئيس حكومة بونتلاند سعيد عبد الله دني مرسوما رئاسيا يقيله فيه من منصبه،  وعين نائبه طاهر عبد القادر أحمد (أفلو) قائما بأعمال المدير
في 30 مارس 2022 عينه رئيس حكومة بونتلاند سعيد عبد الله دني وزيرا للتخطيط والتعاون الدولي خلفا للوزير عبد الغفار علمي حانجي الذي انتُخب نائبا في البرلمان الاتحادي في الصومال.
في 23 سبتمبر 2022 عُين جمال عرب مديرا لوكالة الاستخبارات في بونتلاند خلفا لمختار محمد حسن جيتي ومنحه الرئيس دني رتبة عميد (بالصومالية: Sareeye Guuto)‏ وعُين محمد سعيد فارولي خلفا له في وزارة التخطيط والتعاون الدولي.